# Hong Kong Movie Database
La Hong Kong Movie Database (香港影庫), també coneguda com la HKMDB, és una base de dades en línia d'informació cinematogràfica de Hong Kong bilingüe xinès / anglès, creada el 1998 per Ryan Law per oferir informació sobre el cinema que es realitza en l'ex colònia britànica i els seus autors.
Law, un jove aficionat al cinema hongkonguès, va crear la pàgina web Ryan's Movieplex (posteriorment anomenada Movieworld Hong Kong) als 21 anys. El 1996, va crear al costat de més aficionats la seva primera base de dades cinematogràfica bilingüe, Hong Kong MovieBase. El 1998 va fundar la seva tercera pàgina: la HKMDB, utilitzant la informació continguda en les antigues bases de dades de la Hong Kong Cinema Home Page and Searchable Database i la Hong Kong MovieBase, expandida gradualment a més de 21.000 pel·lícules i 93.000 cineastes de Hong Kong, la República Popular de la Xina i Taiwan.